# The Bag of Gold
The Bag of Gold è un cortometraggio muto del 1912 diretto da George Melford. Il film era interpretato da Carlyle Blackwell e da Alice Joyce.

## Produzione
Il film, girato a Glendale, in California, fu prodotto dalla Kalem Company.

## Distribuzione
Distribuito dalla General Film Company, il film - un cortometraggio in una bobina - uscì nelle sale statunitensi il 17 giugno 1912.